# Samostalni ljudi
Samostalni ljudi (isl. Sjálfstætt fólk) je roman islandskog nobelovca Halldóra Laxnessa objavljen u dva dijela 1934. i 1935. godine.  Govori o bijednom životu siromašnih seljaka u teškim prirodnim i društvenim uvjetima sjevernog Islanda početkom 20. stoljeća.
Glavni lik, Bjartur, nakon dugogodišnjeg teškog rada na tuđem imanju, uspijeva dobiti kredit za kupnju vlastitog majura.  Iako je mjesto na zlu glasu, zbog demonskih sila koje navodno još od poganskih vremena teroriziraju stanovnike, tvrdoglavi Bjartur ne vjeruje nikome i ni u što, stalo mu je samo do vlastitih ovaca i održanja teško izborene samostalnosti.  Njegovi čvrsti stavovi i grubost počinju narušavati odnose u obitelji, krajnje siromaštvo i cjelodnevni naporni rad čine život gotovo nemogućim, a bolja budućnost se ne nazire.
Socijalrealistički roman, prožet izrazito turobnim raspoloženjem ali i s povremenim ironičnim osvrtima, smatra se jednim od najznačajnijih Laxnessovih djela.  Autor, koji je tridesetih godina simpatizirao komuniste, njime osuđuje materijalizam i kapitalizam.